# Опоровец
Опоровец је насељено место у саставу града Прелога у Међимурској жупанији, Хрватска. До територијалне реорганизације у Хрватској налазио се у саставу старе општине Чаковец.

## Становништво
На попису становништва 2011. године, Опоровец је имао 425 становника.

## Попис1991.
На попису становништва 1991. године, насељено место Опоровец је имало 393 становника, следећег националног састава:
| Попис 1991.‍ | Попис 1991.‍ | Попис 1991.‍ | Попис 1991.‍ | Попис 1991.‍ |
| ----------- | ----------- | ----------- | ----------- | ----------- |
|             |             |             |             |             |
| Хрвати      | Хрвати      |             | 390         | 99,23%      |
| Словенци    | Словенци    |             | 2           | 0,50%       |
| непознато   | непознато   |             | 1           | 0,25%       |
| укупно: 393 |             |             |             |             |